# George Alexander (homme politique)
Pour les articles homonymes, voir Alexander.
George Alexander (né le 21 septembre 1839 à Glasgow en Écosse, mort le 2 août 1923 à Los Angeles) est un homme politique américain. Il a été le 28e maire de Los Angeles entre 1909 et 1913.